# Kyle Beckerman
Kyle Robert Beckerman, född 23 april 1982 i Crofton, Maryland, USA, är en amerikansk före detta fotbollsspelare (mittfältare) som under större delen av sin karriär representerade Real Salt Lake. Beckerman spelade även för USA:s landslag. Han är numera tränare för Utah Valley Wolverines vid Utah Valley University.

## Meriter

### USA
- CONCACAF Gold Cup: 2013

### Real Salt Lake
- Major League Soccer Western Conference Championship: 2013
- Major League Soccer Eastern Conference Championship: 2009
- Major League Soccer MLS Cup: 2009

### Individuellt
- Major League Soccer All-Star Game: 2009, 2010, 2011, 2012, 2013